# 12624 Mariacunitia
A 12624 Mariacunitia (ideiglenes jelöléssel 9565 P-L) a Naprendszer kisbolygóövében található aszteroida. Cornelis Johannes van Houten,  Ingrid van Houten-Groeneveld és Tom Gehrels fedezte fel 1960. október 17-én.